# 鄭嘉欣
鄭嘉欣（英語：Christine Cheng Ka Yan；1992年9月20日—），香港女模特兒，2016年出道，太陽娛樂文化旗下藝人。2020年參與ViuTV《全民造星III》，因為身高178cm而受關注，同時被傳媒稱為「港版石原里美」，最後50強止步，《全民造星IV》96強之一。

## 演出

### 電視節目（ViuTV）
- 2017年:  湖南衛視《天天向上》
- 2020年：《全民造星III》參賽者
- 2021年：《囝囝女女730》造星囝女
- 2021年：《ERROR自肥企画》第6集嘉賓
- 2021年：《全民造星IV》參賽者

### 網絡電視劇
- 2020年：《把砒霜留給自己》

### 音樂影片
- 2021年: ToNick《離散序 （页面存档备份，存于）》

## 外部連結
- 鄭嘉欣的Facebook專頁
- 鄭嘉欣的Instagram帳戶